# Милорад Ћириловић
Милорад Ћириловић (Новаци код Уба, 1877 — Кајмакчалан, 5/18. септембар 1916) био је српски земљорадник и учесник два Балканска рата и Првог светског рата. Носилац је два официрска ордена Карађорђеве звезде са мачевима IV степена, Орден Белог орла, Албанске споменице и многих других одликовања и споменица.

## Биографија
Милорад Ћириловић рођен је у селу Новаци код Уба, 1877. године, као најстарији син Јована и Миљане (рођене Митровић). Његов млађи брат Марко Ћириловић, је такође касније био учесник ослободилачких ратова и такође носилац ордена Карађорђеве звезде, као и његов старији брат.
После основне школе и пет разреда гимназије завршио је и ратарску школу. Да би и практично усавршио стечена знања још две године провео је на стручном усавршавању у Чешкој. По повратку у домовину настојао је да стечена знања што потпуније примени на сопственом поседу. Захваљујући стеченом знању и искуству, урођеној вредноћи и ентузијазму веома брзо је био запажен. Чим му је отац умро, иако веома млад преузео је старешинство над породичном задругом и не само да је сачувао велико породично имање већ га је унапредио и увећао. Активно је учествовао и у друштвеном животу своје средине па су му повераване разне дужности. Између осталог био је и председник новачке општине. Београдски дневник „Правда“ за њега је написао:
| „ | Ко га је једном упознао тај га је морао заволети. Милорад је био највећа честитост, пун љубави према свом народу. Поштење је блистало у сваком његовом послу и свачим што је радио трудио се да користи својој околини. Какав је био у грађанству као политичар такав је био и у војсци као официр. Исто онако као што је своје сељаке водио ка добру општине, тако је и у рату предводио за добро отаџбине. | ” |

### Ратно искуство
И заиста Милорад Ћириловић као резервни официр српске војске активно је учествовао у оба балканска и Првом светском рату. Својом храброшћу и витешким држањем истакао се у више борби и других акција. Посебно је био запажен у борби на Гучеву, где је у силном налету са својим војницима освајао читаве низове аустроугарских ровова. Према казивању његових сабораца, добро су га запамтили и Турци и Бугари у претходним балканским ратовима. Према војницима био је као родитељ – пун разумевања, нежан и пажљив. Сву своју плату делио је са њима. За њега се говорило да је витез без страха и мане, узоран и вредан радник, оличење честитости и родољубља, несебичан и племенит, настојао јед да увек буде у првим борбеним редовима са својим војницима. Због свега тога брзо је стекао подршку и поверење својих сабораца, који су настојали да га у свакој прилици следе. Као што је некад предњачио у настојању да спречи задржавање непријатеља у Србији, тако је и на Кајмакчалану предњачио у жељи да их што пре протера из наше земље. Чета којом је командовао прва је изашла на врх Кајмакчалана, висок 2.522 метра. И тек што је резервни капетан I класе Милорад Ћириловић са својим војницима, после дужег времена, стао на тло слободне српске земље.
Врховна команда је свој дневни извештај завршила овим речима: 
| „ | При овим сјајним јуришима нашао је херојску смрт резервни капетан Милорад Ћириловић, познати јунак са Гучева. | ” |

Сахрањен је у крипти Маузолеја на Зејтинлуку у Солуну (парцела 19). Његово име и презиме прво је уписано на Споменику палим Тамнавцима – учесницима ослободилачких ратова од 1912. до 1918. године у градском парку на Убу, као једног од најхрабријих Тамнаваца. О његовом јунаштву и погибији писале су многе новине и друга средства јавног информисања.
За испољену храброст добио је два официрска ордена Карађорђеве звезде са мачевима IV степена. Први је зарадио за хероизам испољен на Гучеву, а други за показано јунаштво на Кајмакчалану. Поред та два висока одликовања имао је Орден Белог орла и још нека одликовања и друга признања.
Био је ожењен Катарином из чувене породице Драгојловића из Рађевог Села крај Ваљева. У браку су имали пет синова и две кћери иза којих је остало бројно потомство.